# Погар (Львовская область)
Погар (укр. Погар) — село в Козёвской сельской общине Стрыйского района Львовской области Украины.
Население по данным 2021 года составляло более 400 человек. Население по переписи 2001 года составляло 407 человек. Занимает площадь 2,1 км². Почтовый индекс — 82640. Телефонный код — 3251.